# Málaga (vino)
Málaga es una variedad de vino de licor con denominación de origen producido en la provincia de Málaga, España. La denominación de origen Málaga fue creada en 1932 y ampara vinos fortificados o de licor elaborados principalmente con uvas moscatel y pedro ximénez, cultivados en los Montes de Málaga, la Axarquía, la Comarca de Antequera, la costa occidental, la Serranía de Ronda y los municipios cordobeses de Benamejí y Palenciana, que se ajusten a los requisitos establecidos por su consejo regulador.
La superficie en producción es de unas 1000 ha a una altura media de 600m, y una calificación de 1.433.000 l en 2014 en 45 bodegas. El mismo consejo regulador también regula las denominaciones de origen Pasas de Málaga y Sierras de Málaga.
La denominación de origen protegida Málaga obtuvo su registro ante la Unión Europea el 13 de junio de 1986. También cuenta con registro ante la Organización Mundial de la Propiedad Intelectual desde 22 de junio de 2021.

## Tipos de vino
Se protegen los siguientes vinos:
- los vinos de licor, de 15% vol. a 22% vol.
- los vinos sin adición de alcohol, entre los que se encuentran los naturalmente dulces, a partir de 13% vol. elaborados a partir de uva sobremadurada.

El málaga tiene una gama de colores desde el amarillo hasta el negro; aromas florales y frutales en los vinos más jóvenes y complejos en los vinos añejos; y sabores que van desde los varietales a los propios de los vinos muy envejecidos y desde los secos a los dulces.

## Denominación de los vinos amparados

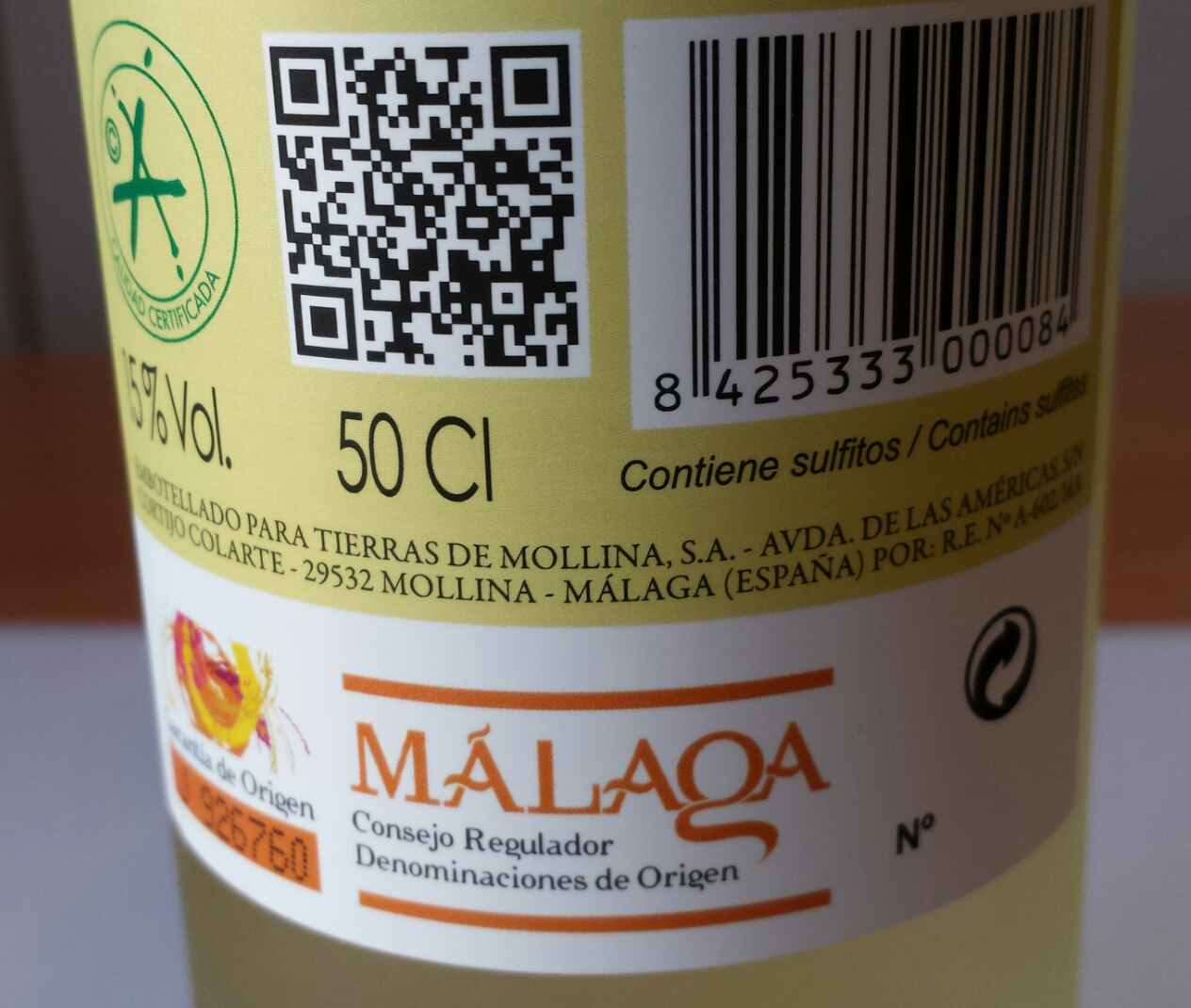
Etiqueta de la DO Málaga

Denominación y período medio de envejecimiento:
- Málaga Pálido, 0 meses
- Málaga, de 6 a 24 meses.
- Málaga Noble, de 2 a 3 años.
- Málaga Añejo, de 3 a 5 años.
- Málaga Trasañejo, superior a 5 años.

De acuerdo con su contenido en azúcares, los vinos pueden denominarse: dulces, semidulces, semisecos y secos. Dentro de la categoría dulce se distinguen:
- Vino maestro: vino procedente de una fermentación muy incompleta, porque antes de que comience se encabeza el mosto con un 8% de alcohol de vino. Con este método, la fermentación es muy lenta y se paraliza cuando la riqueza alcohólica es de 15-16% vol., quedando más de 100 g/l de azúcares sin fermentar.
- Vino tierno: vino parcialmente fermentado procedente de uva largamente asoleada que da lugar a mostos con un contenido total de azúcares superior a 350 g/l; el mosto por sí mismo es capaz de iniciar espontáneamente una fermentación alcohólica y el vino se encabeza mediante la adición de alcohol de vino.
- Vino dulce natural: vino obtenido de mostos procedentes de las variedades Pero Ximén y/o Moscatel con una riqueza natural inicial mínima de azúcares de 212 gramos por litro, y con un grado alcohólico no inferior a 7% vol., procedente de la fermentación de dichos mostos.

Además, otras menciones tradicionales con las que pueden denominarse y que definen las características de los vinos, son las siguientes:

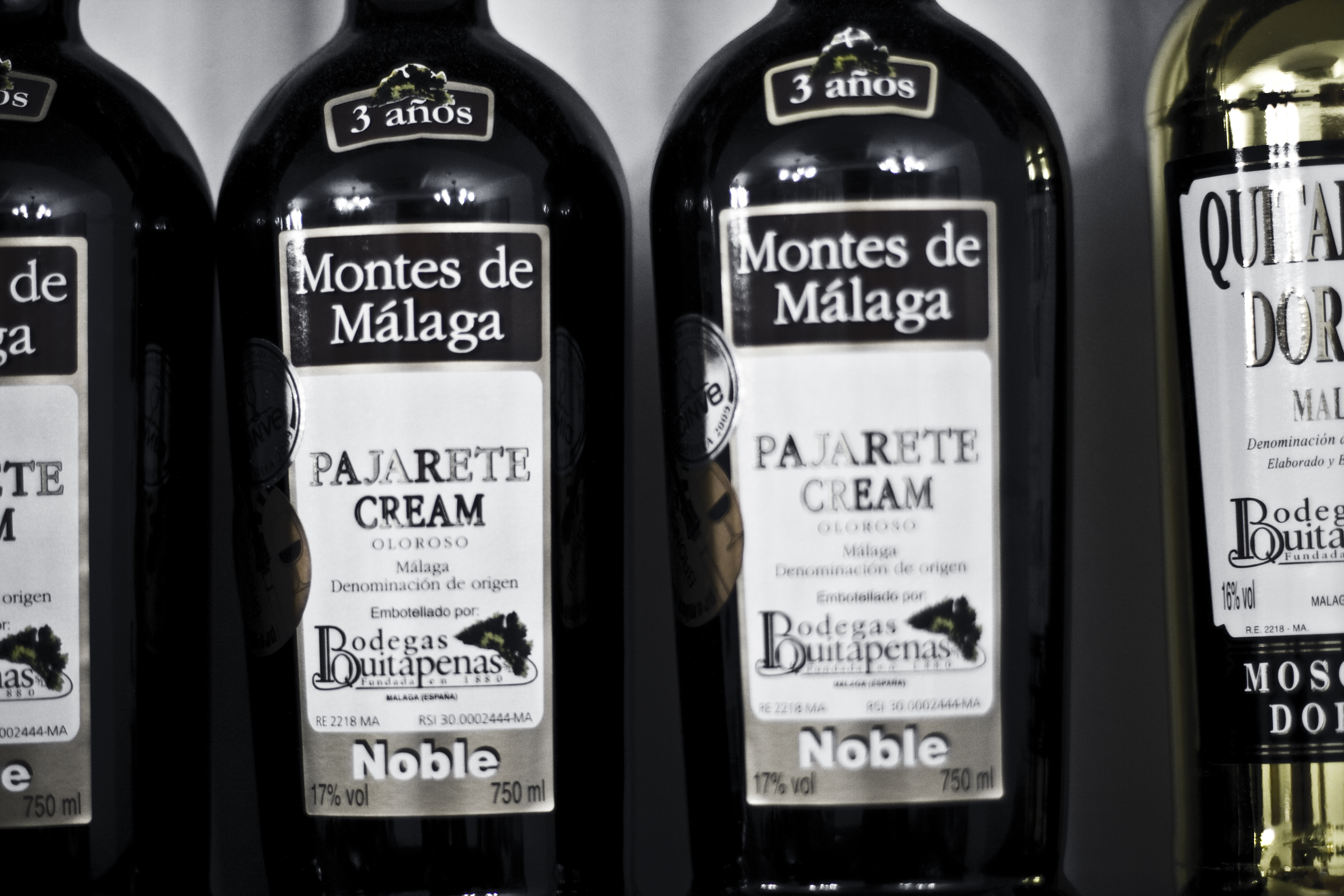
Málaga noble.

- Lágrima: es el vino en cuya elaboración sólo se ha empleado el mosto que sin presión mecánica alguna, una vez pisada la uva, fluye de ella. Estos vinos se someten a un envejecimiento de más de 2 años y se pueden denominar Lacrimae Christi.
- Pajarete: es el vino de licor, o vino dulce natural con un contenido total de azúcares comprendido entre 45 g/l y 140 g/l elaborado sin adición de arrope, sometido a envejecimiento y de color ámbar a ámbar oscuro.
- Pero Ximén o Pedro Ximénez.
- Moscatel.
- Dorado o Golden: es el vino de licor, elaborado sin adición de arrope, dulce natural o naturalmente dulce, sometido a envejecimiento.
- Rojo dorado o Rot gold: es el vino de licor, sometido a envejecimiento y obtenido con adición de hasta 5% vol. de arrope.
- Oscuro o Brown: es el vino de licor, sometido a envejecimiento, obtenido con adición de hasta un 5 y un 10% de arrope.
- Negro o Dunkel: es el vino de licor, sometido a envejecimiento, y obtenido con adición de más de un 15% de arrope.
- Dulce Crema o Cream: es el vino de licor o vino dulce natural con más de 100 g/l de azúcar e inferior a 140 g/l, sometido a envejecimiento y cuya tonalidad de color puede variar desde el ámbar a ámbar oscuro.
- Dry Pale o Pale Dry: es el vino de licor elaborado sin adición de arrope, con un contenido total de azúcar no superior a 45 g/l.
- Pale Cream: Es el vino de licor, elaborado sin adición de arrope, vino dulce natural o vino naturalmente dulce, con un contenido total de azúcares superior a 45 g/l.
- Sweet: es el vino de licor o vino dulce natural con un contenido total de azúcares superior a 140 g/l, sometido a envejecimiento y cuya tonalidad de color puede variar desde el ámbar al negro.

## Variedades de uva
- Preferentes: moscatel de Alejandría, moscatel morisco y pedro ximénez.
- Aptas: doradilla, rome, lairén.

## Entorno geográfico

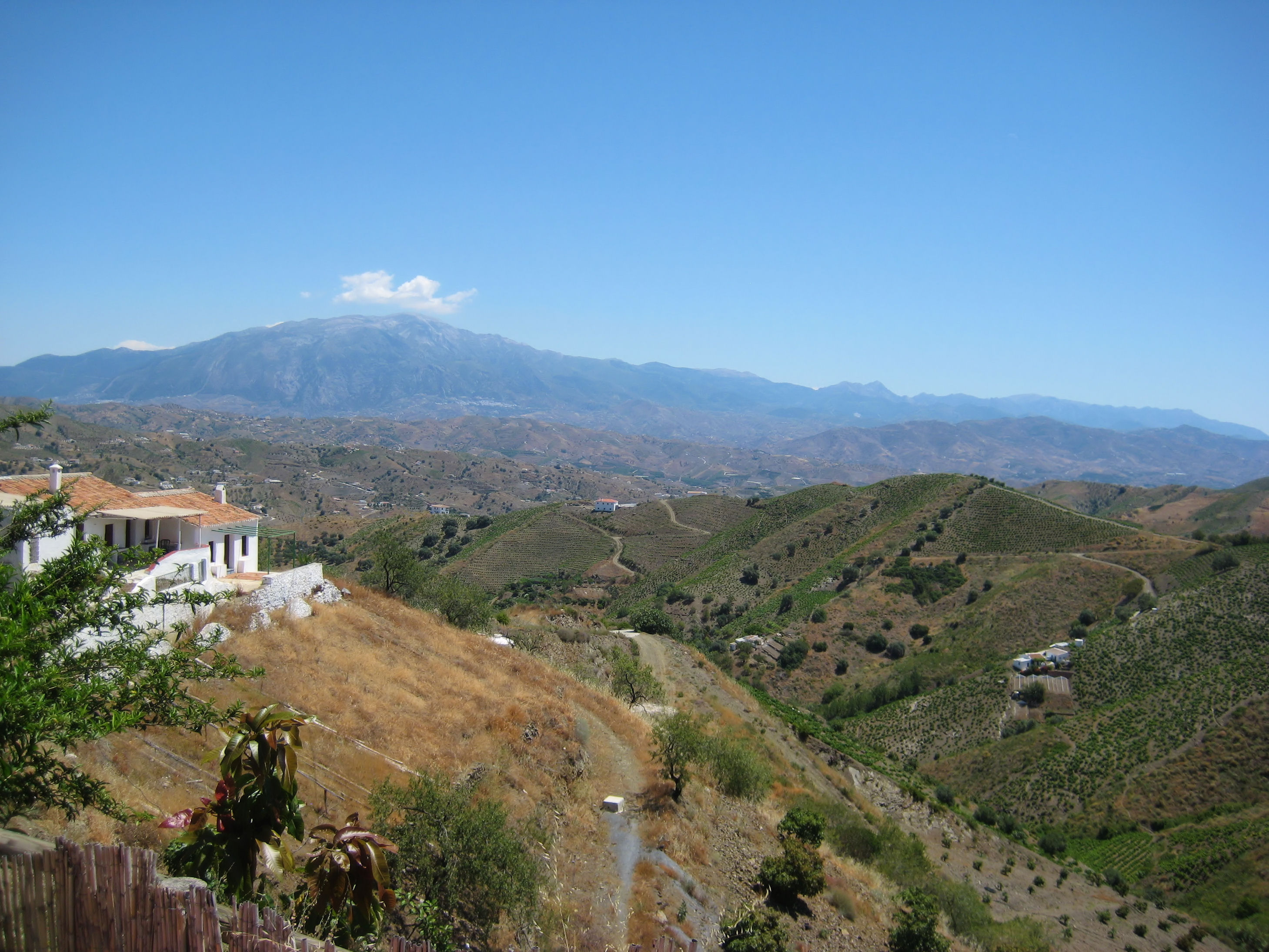
Viñedo en Cútar, Axarquía.

- Axarquía: Orografía accidentada y clima cálido y poco lluvioso.
- Montes: Es la zona de mayor altitud, la más fría y lluviosa.
- Zona Norte: Se extiende por la Vega de Antequera. Clima continental con inviernos fríos y veranos calurosos.
- Costa Occidental: Terreno de colinas con clima caluroso y poco lluvioso.
- Serranía: Terreno alto y montañoso.

### Zona de producción
La zona de producción de los vinos amparados por la denominación de origen Málaga está constituida por los terrenos ubicados en los términos municipales de: Málaga, Alameda, Alcaucín, Alfarnate, Alfarnatejo, Algarrobo, Alhaurín de la Torre, Almáchar, Almargen, Almogía, Álora, Antequera, Árchez, Archidona, Arenas, Arriate, Atajate, Benadalid, Benamargosa, Benamejí, Benamocarra, El Borge, Campillos, Canillas de Aceituno, Canillas de Albaida, Cártama, Casabermeja, Casares, Colmenar, Comares, Cómpeta, Cuevas Bajas, Cuevas de San Marcos, Cútar, Estepona, Frigiliana, Fuente de Piedra, Gaucín, Humilladero, Iznate,
Macharaviaya, Manilva, Moclinejo, Mollina, Nerja, Palenciana, Periana, Pizarra, Rincón de la Victoria, Riogordo, Ronda, Salares, Sayalonga, Sedella, Sierra de Yeguas, Torremolinos, Torrox, Totalán, Vélez-Málaga, Villanueva de Algaidas, Villanueva del Rosario, Villanueva de Tapia, Villanueva del Trabuco y Viñuela.
La zona de elaboración, envejecimiento y crianza coincide con la zona de producción.

## Historia

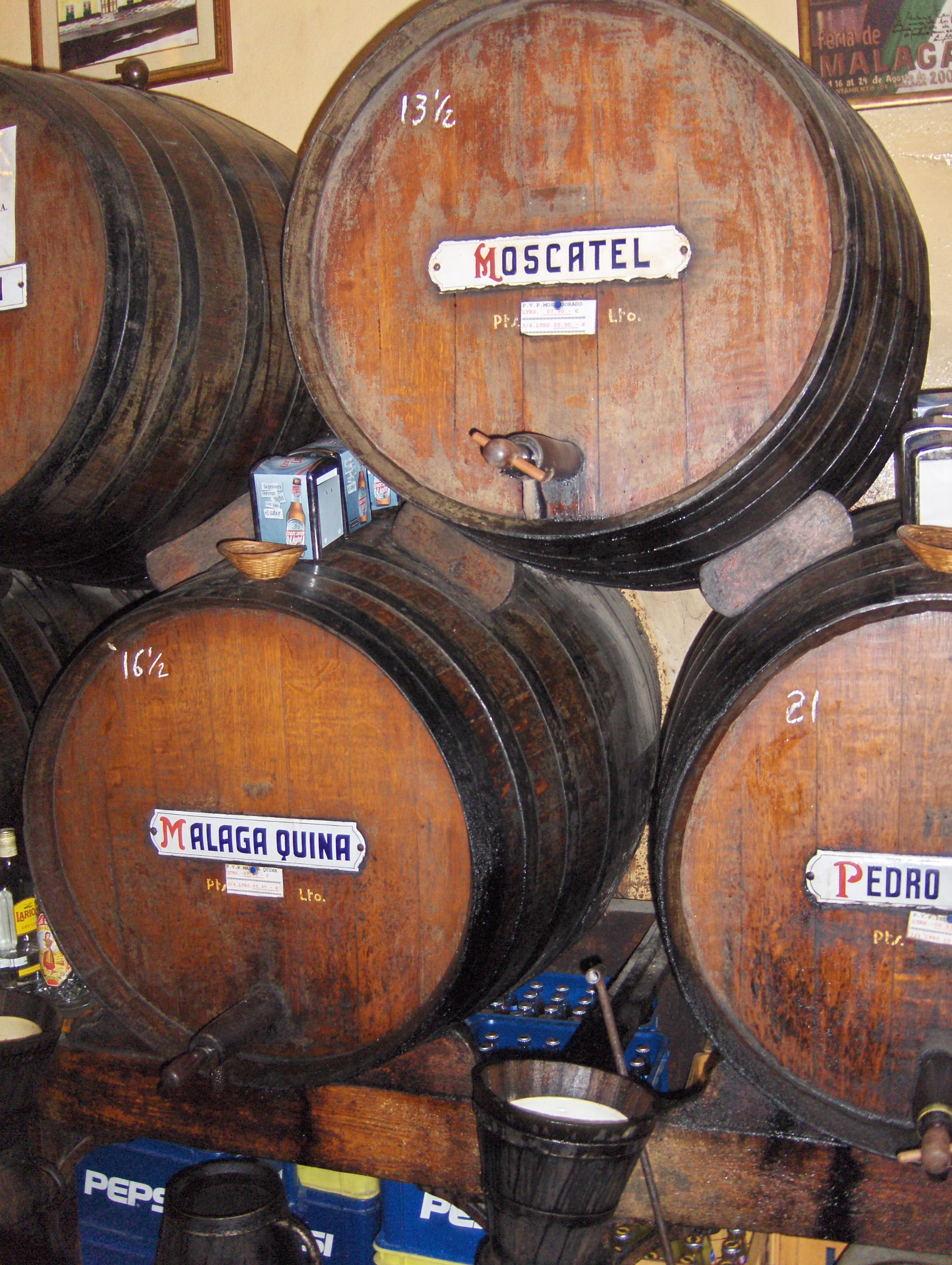
Barriles de vino Málaga en la taberna Antigua Casa de Guardia.

El viñedo fue introducido en Málaga por los griegos y los fenicios, que enseñaron a los habitantes autóctonos a podar las viñas en torno al año 600 a. C.. El primer documento arqueológico del que se tiene conocimiento sobre la elaboración de vino en la provincia, se remonta al Imperio romano y consiste en depósito prismático de fermentación hallado en Cártama. La producción se mantuvo mediante impuestos especiales durante el periodo musulmán, y tras la Reconquista, creándose la Hermandad de Viñeros de Málaga en 1487.
La fama de los caldos malagueños llegó a ser reconocida mundialmente, tanto que en 1791 el embajador de España en Moscú, obsequió a la Emperatriz Catalina II de Rusia, con unas cajas de vino de Málaga, y fue tal la admiración que le causaron, que eximió de impuestos a todos los vinos de Málaga que llegaran a Rusia. Los vinos de Málaga fueron aclamados en los relatos entre otros de Emilio Salgari, y aparecen mencionados en novelas fundamentales de la historia de la literatura como Rojo y negro de Stendhal o El sueño del Príncipe de Fiodor Dostoievski, entre otros autores.
Su decadencia comenzó en 1878 con la plaga de la filoxera en Málaga, marcando el inicio de la crisis agrícola, económica y después política del principio del siglo XX. Por desgracia, como la mayoría de los grandes vinos de postre del mundo, la demanda cayó dramáticamente en el siglo XX. Actualmente ha habido un resurgimiento del vino dulce y los vinos de Málaga han reencontrado su posición en el mundo. En Málaga capital podemos encontrar numerosas vinotecas o bodegas históricas donde degustar los caldos malagueños, como por ejemplo, El Pimpi o la Antigua Casa de Guardia.
Asimismo se han incorporado nuevos caldos tintos y bodegas, en torno a veinte viñedos, de la comarca de Ronda que se ha ganado en pocos años algunos de los principales premios del sector vinícola español e internacional.

## Prácticas de cultivo
La densidad de plantación está comprendida entre 800 y 5.000 cepas por hectárea. La formación de las cepas y la realización de la poda se lleva a cabo teniendo en cuenta la variedad, fertilidad, patrón utilizado y las características agroambientales de cada explotación.
Para todas las variedades, la formación de las cepas se efectúa siguiendo los sistemas tradicionales, en cabeza o en vaso, o bien con sistemas de conducción con soportes en espalderas a uno o doble cordón, vara y pulgar o variantes. El número de yemas vistas por cepa es como máximo de 18. En la variedad Moscatel y para las cepas formadas en vaso, se dejan como máximo cinco pulgares con tres yemas vistas cada uno por cepa.
Para los sistemas de formación tradicionales y en aquellos parajes donde existe el riesgo de heladas tardías, puede no llevarse a cabo la poda a la ciega, dejando, en este caso, los pulgares con dos yemas vistas, procediendo, una vez pasado el peligro de las heladas, a la eliminación de los brotesn sobrantes, dejando solamente uno por pulgar.

## Vendimia
La vendimia se realiza con esmero, dedicando exclusivamente a la elaboración de vinos protegidos la uva sana con el grado de madurez necesario. En la Denominación de Origen Málaga, la realización del asoleo y enyesado se efectúa de acuerdo con las prácticas tradicionales.
El Consejo Regulador determina la fecha de iniciación de la vendimia, y acuerda normas sobre el ritmo de recolección, a fin de que ésta se efectúe en consonancia con la capacidad de absorción de las bodegas, así como sobre el transporte de la uva vendimiada para que el mismo se realice sin deterioro de su calidad.
En la Serranía de Ronda, la recolección se realiza manualmente y en envases con un peso máximo de 30 kg, efectuándose el transporte en los referidos envases.
La producción máxima admitida por hectárea es de 115 Qm para las variedades Pedro Ximénez y Moscatel, 120 Qm para el resto de las variedades blancas y 90 Qm para las variedades tintas. En la Serranía de Ronda, la producción máxima es de 90 Qm para las variedades blancas y tintas.

## Bodegas

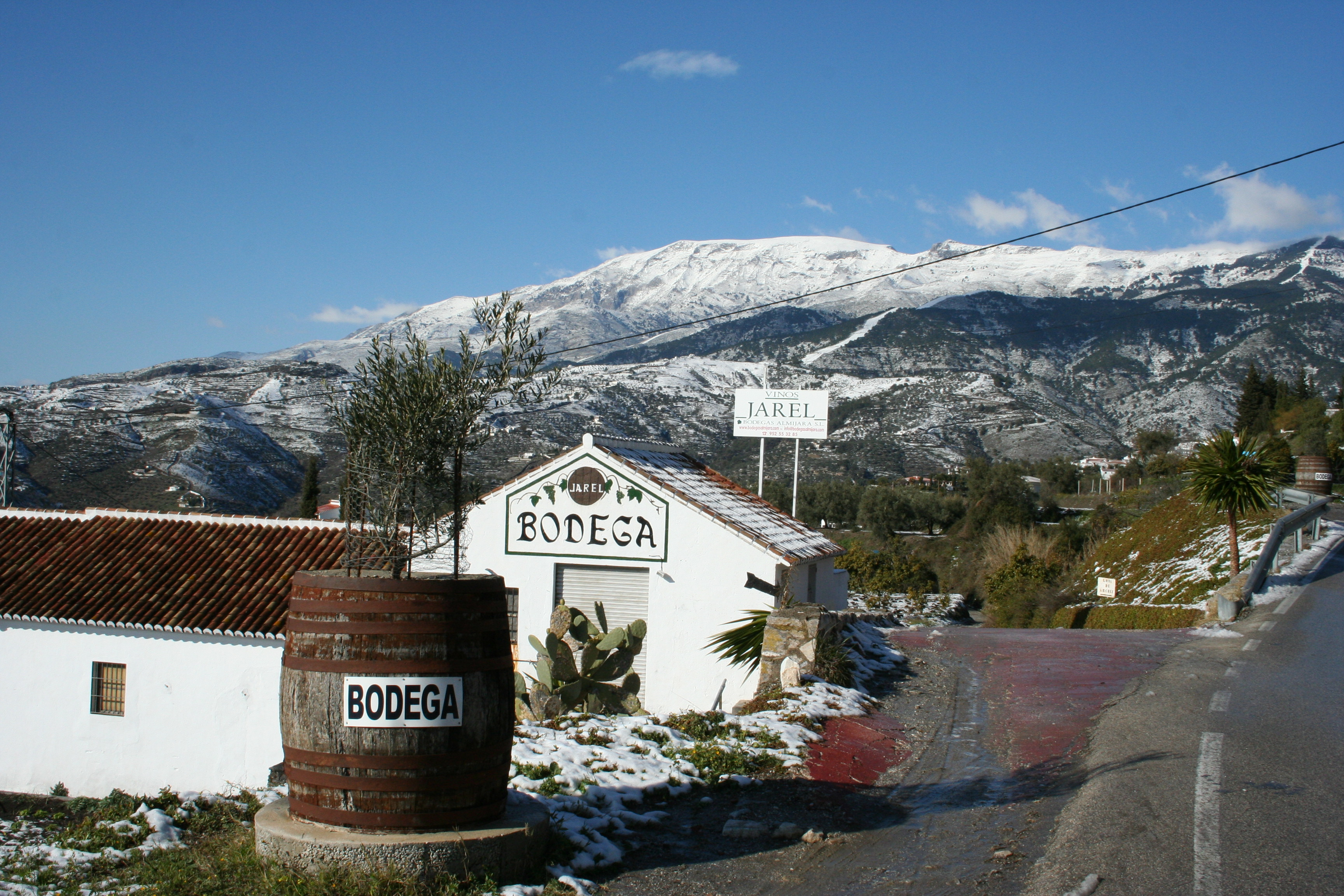
Bodega Almijara de Cómpeta.

- Bodega Antigua Casa de Guardia
- Bodegas Quitapenas
- Bodegas Málaga Virgen
- Bodegas Gomara
- Carlos J. Krauel
- Bodegas Jiménez y Lamothe
- Bodegas Lascas de Pedernal
- Bodega La Capuchina
- Jorge Ordóñez Málaga